# عبد الباسط بدر
عبد الباسط بدر (1363- 1441 هـ / 1944- 2020 م) أديب وناقد سوري، وباحث ومؤرِّخ، مؤسس مركز بحوث ودراسات المدينة المنورة ومديره، وعمل أستاذًا للأدب والنقد ومنهج الأدب الإسلامي في الجامعة الإسلامية بالمدينة المنورة، وهو عضو رابطة الأدب الإسلامي العالمية.

## المولد والنشأة
ولد عبد الباسط عبد الرزق بدر بمدينة الباب بمحافظة حلب في سوريا، يوم الأحد 25 ذي الحِجَّة 1363هـ الموافق 10 ديسمبر 1944م، ونشأ في أسرة عُرفت بالتدين والاهتمام بالعلوم الشرعية تعمل في مجال الدعوة فجده كان المدرس الديني في البلدة، تنقل مع أسرته بين منبج وجرابلس، واستقر في حلب.

## التعليم
- تخرج في كلية الآداب عام 1967 في سوريا.
- حصل على درجة الماجستير عام 1973، وكان موضوع الرسالة (شعر بدوي الجبل دراسة في الفن والموضوع).
- حصل على درجة الدكتوراة بمرتبة الشرف الأولى من جامعة عين شمس عام 1978 وكان موضوع الرسالة (قضايا الشعر الجديد في النقد الأدبي المعاصر).[3]

## الحياة العملية
- انتقل إلى المدينة المنورة، وعمل في الجامعة الإسلامية منذ عام 1400 هـ لمدة خمسة عشر عاماً.
- أشرف على عدد من رسائل الماجستير والدكتوراة، وشارك في مناقشة رسائل أخرى في الجامعة نفسها وعدد من جامعات السعودية.
- نقل إلى مركز خدمة السنة والسيرة النبويّة للعمل في قسم السيرة النبوية نهاية عام 1415 هـ ثم أعير إلى إمارة منطقة المدينة المنورة، وكُلّفَ بإدارة مركز بحوث ودراسات المدينة المنورة عام 1417 هـ.[4]

## مؤلفاته
- المنهج في اللغة العربية.
- شعر بدوي الجبل دراسة في الموضوع والفن.
- قضايا الشعر الجديد في النقد الأدبي المعاصر.
- ملاحظات حول تعريف الأدب الإسلامي: بحث مقدم إلى الندوة العالمية للأدب الإسلامي في لكناو بالهند.
- من قضايا الأدب الإسلامي: بحث مقدم لندوة الحوار حول الأدب الإسلامي بالجامعة الإسلامية بالمدينة المنورة.
- حداثة الشعر العربي: بحث مقدم للجامعة الإسلامية.
- الأدب الإسلامي بين أنصاره وخصومه: بحث مقدم لندوة الأدب الإسلامي بجامعة الإمام محمد بن سعود الإسلامية.
- مقدمة لنظرية الأدب الإسلامي.
- مذاهب الأدب العربي رؤية إسلامية.
- قضايا أدبية.
- قضايا نقدية.
- التاريخ الشامل للمدينة المنورة.
- المدينة المنورة في عهد الزنكيين والأيوبيين والمماليك دراسة في الحياة السياسية والاجتماعية والثقافية.[5]

## نشاطات ثقافية
- برنامج من الأدب الإسلامي، وهو برنامج إذاعي أسبوعي استمر لمدة خمس سنوات.
- له مجموعة من الدراسات والمقالات حول الأدب الإسلامي، وتاريخ المدينة المنورة، منشورة في مجلات وصحف سعودية وعربية.
- مجموعة محاضرات في النادي الأدبي الثقافي بالمدينة المنورة حول الأدب الإسلامي وتاريخ المدينة المنورة.
- شارك في عدد من المؤتمرات والندوات عن الأدب والتاريخ، وجميع مؤتمرات رابطة الأدب الإسلامي العالمية.[6]

## وفاته
توفي في المدينة المنورة، عصر يوم الاثنين في 4 رمضان 1441هـ الموافق 27 أبريل 2020م، ودفن في مقبرة بقيع الغرقد.